# 1948 en cyclisme
| Années du cyclisme : 1945 - 1946 - 1947 - 1948 - 1949 - 1950 - 1951    |
| Décennies du cyclisme : 1910 - 1920 - 1930 - 1940 - 1950 - 1960 - 1970 |

Les faits marquants de l'année 1948 en cyclisme.

## Par mois

### Février
- 20 février : l'Italien Paul Neri gagne la Ronde d'Aix en Provence.
- 29 février : l'Italien Adolfo Leoni gagne Sassari-Cagliari.

### Mars
- 7 mars : le Français Pierre Molineris gagne la Course de côte du Mont Agel.
- 14 mars : l'Italien Sergio Maggini gagne Milan-Turin.
- 14 mars : le Belge Sylvain Grysolle gagne le Circuit Het Volk après que l'Italien Fausto Coppi est déclassé à la deuxième place pour changement de roue illicite. Le règlement prévoyait que seuls deux hommes par équipe pouvaient s'aider. Coppi ne pouvait recevoir de l'aide que du seul Italien Oreste Conte qui lui passa sa roue dans la descente du Quaremont. À sa deuxième crevaison il reçut la roue du Belge René Walshott ce qui provoqua la réclamation à l'encontre de Coppi.
- 19 mars : Fausto Coppi remporte la classique Milan-San Remo pour la deuxième fois de sa carrière. Il s'impose seul, avec plus de 5 minutes d'avance sur le deuxième l'Italien Vittorio Rossello.
- 21 mars : le Français René Vietto gagne le Grand Prix de Cannes pour la troisième fois.
- 21 mars : le Belge Albert Sercu gagne le Circuit des Régions Flamandes.
- 28 mars : le Français Camille Danguillaume gagne le Critérium national de la Route pour la deuxième fois.
- 28 mars : le Belge André Rosseel gagne À travers la Belgique.
- 28 mars : l'Espagnol Miguel Poblet gagne le Grand Prix de Pâques.
- 29 mars : 1re des 5 manches du championnat d'Italie sur route. L'Italien Luciano Maggini gagne le Tour de Campanie.
- 30 mars : le Français Raoul Remy gagne Paris-Camembert.

### Avril
- 4 avril : le Belge Rik Van Steenbergen gagne Paris-Roubaix.
- 4 avril : l'Espagnol Bernardo Ruiz gagne le Tour de Majorque. L'épreuve ne reprendra qu'en 1952.
- 11 avril : le Belge Lode Poels gagne Paris-Bruxelles.
- 11 avril : 2e manche du championnat d'Italie sur route. L'Italien Gino Bartali gagne le Tour de Toscane pour la troisième fois.
- 11 avril : le Français Jean Robic gagne la Course de côte du Mont Faron en ligne.
- 18 avril : le Belge Albéric Schotte gagne le Tour des Flandres.
- 18 avril : le Français Pierre Baratin gagne la Polymultipliée pour la deuxième fois.
- 18 avril : l'Espagnol Miguel Lizarazu gagne la Subida a Arrate pour la deuxième année d'affilée.
- 21 avril : l'Italien Fermo Camellini naturalisé Français en 1948 gagne la Flèche wallonne.
- 24 avril : le Français Louis Caput gagne Paris-Tours.
- 25 avril : l'Italien Gino Bartali gagne le Championnat de Zurich pour la deuxième fois.
- 28 avril : le Belge Roger Cnokaert gagne la Nokere Koerse.

### Mai
- 1er mai : l'Italien Vito Ortelli gagne le Tour de Romagne.
- 1er mai : l'Italien Spartaco Rosati gagne le Trophée Matteotti.
- 1er mai : le Belge René Mertens gagne le Grand Prix Hoboken.
- 2 mai : le Belge Maurice Mollin gagne Liège-Bastogne-Liège.
- 2 mai : le Belge Emiel Rogiers gagne la première édition du Tour des Pays-Bas.
- 5 mai : le Belge Valère Ollivier gagne Gand-Wevelgem.
- 6 mai : le Belge Raymond Impanis gagne le Circuit des Ardennes Flamandes
- 9 mai : le Suisse Ferdi Kübler gagne le Tour de Romandie.
- 9 mai : l'Italien Tino Cargioli gagne le Tour d'Ombrie.
- 16 mai : le Belge August Van Gaever gagne le Circuit des 11 villes.
- 17 mai : le Néerlandais Théo Middelkamp gagne le Circuit de Flandre Orientale.
- 23 mai : l'Allemand Otto Schenk devient champion de RFA sur route.
- 23 mai : le Belge Stan Ockers gagne le Tour de Belgique.
- 24 mai : le Belge Georges Desplenter gagne le Circuit Mandel-Lys-Escaut.
- 30 mai : le Français Urbain Caffi gagne les Boucles de la Seine.
- 30 mai : le Suisse Pietro Tarchini gagne le Tour des 4 Cantons pour la deuxième année d'affilée.

### Juin
- 3 juin : l'Italien Fausto Coppi gagne la 16e étape du Tour d'Italie Auronzo-Cortina d'Ampezzo. Il s'échappe dans la seule difficulté du jour, le Monte-Croce et arrive 3 minutes et 32 secondes avant le groupe des favoris réglés au sprint par l'Italien Gino Bartali. Au classement général Fausto Coppi prend la huitième place à 8 minutes et 29 secondes de l'Italien Ezio Cecchi le maillot rose.
- 4 juin : l'Italien Fausto Coppi gagne la 17e étape du Tour d'Italie Cortina d'Ampezzo-Trente qui emprunte les cols du Falzarego et du Pordoï. Coppi part en solitaire dès le col du Falzarego, glane les bonifications aux sommets des cols et franchit la ligne d'arrivée 2 minutes et 31 secondes avant son compatriote Vito Ortelli et ses compagnons d'échappée dont l'Italien Fiorenzo Magni. L'Italien Ezio Cecchi arrive huitième à 7 minutes et 20 secondes de Coppi. Une polémique éclate quant à la sincérité de la performance de Fiorenzo Magni , en effet alors qu'il était pointé à près de 9 minutes de Coppi au Pied du Pordoï, il a trouvé les ressources de finir dans le groupe de Vito Ortelli alors qu'il n'est pas un grimpeur. Fausto Coppi dénonce la présence sur les pentes du Pordoï d'un groupe de supporteurs de Magni amenés sur les lieux en autocar et qui échelonnés tout le long du col , ont poussé Magni jusqu'au sommet sans qu'il donne beaucoup de coups de pédales. La sanction de Magni est de 2 minutes de pénalisation, ce qui donne au classement général Fiorenzo Magni maillot rose avec 11 secondes d'avance sur Ezio Cecchi et 1 minute et 20 secondes sur Fausto Coppi. Ceci provoque l'abandon de Coppi outré suivi de toute l'équipe Bianchi.
- 5 juin : le Belge Ernest Sterckx gagne la première édition du Circuit de Belgique Centrale.
- 6 juin : l'Italien Fiorenzo Magni gagne le Tour d'Italie.
- 6 juin : le Français Édouard Fachleitner gagne le Dauphiné libéré.
- 6 juin : le Français Ange Le Strat gagne Bordeaux-Paris.
- 6 juin : l'Espagnol Bernardo Ruiz devient champion d'Espagne sur route pour la deuxième fois.
- 6 juin : le Luxembourgeois Jean Goldschmit gagne le Tour de Luxembourg pour la deuxième fois.
- 6 juin : le Belge Achiel Buysse gagne Kuurne-Bruxelles-Kuurne.
- 6 juin : le Suisse Ernst Stettler gagne le Tour du Nord-Ouest de la Suisse.
- 12 juin : l'Italien Luciano Maggini gagne le Tour de Vénétie.
- 13 juin : le Néerlandais Gerrit Schulte devient champion des Pays-Bas sur route.
- 17 juin : le Britannique Alan Barnes gagne le Manx Trophy. L'épreuve ne reprendra qu'en 1956.
- 19 juin : le Suisse Ferdi Kübler gagne le Tour de Suisse pour la deuxième fois.
- 21 juin : les Français Marcel Dussault et Maurice Hougron sont classés premier Ex Aequo de Paris-Bourges.
- 26 juin : le Luxembourgeois Mathias Clemens devient champion du Luxembourg sur route.
- 27 juin : le Suisse Ferdi Kubler devient champion de Suisse sur route.
- 27 juin : le Belge Achiel Buysse devient champion de Belgique sur route.
- 27 juin : le Français Cesar Marcelak devient champion de France sur route.
- 27 juin : le Britannique Robert Maitland devient champion de Grande-Bretagne NCU.
- 27 juin : le Britannique Harold Johnson devient champion de Grande-Bretagne BLRC.
- 29 juin : le Suisse Léo Weilenmann gagne le Grand Prix de Genève.
- 30 juin : départ du Tour de France, une rente journalière est accordée au porteur du maillot jaune. Cela aura un effet négatif sur la course du jeune Louison Bobet qui va s'épuiser en défendant le maillot jaune avant les étapes décisives des Alpes. Le vainqueur de chaque étape obtient 1 minute de bonification, le second obtient 30 secondes. Les cols de 1ere catégorie octroient 1 minute de bonification au 1er coureur et 20 secondes au second. Les cols de 2eme catégorie octroient 30 secondes de bonification au 1er et 15 secondes au 2eme. La fédération Italienne de cyclisme décide de ne pas sélectionner l'Italien Fausto dans l'équipe d'Italie,   en raison de son abandon fracassant dans le Tour d'Italie. L'Italien Gino Bartali gagne au sprint la 1ere étape du Tour de France Paris-Trouville, 2eme le Belge Albéric Schotte, 3eme le Français Lucien Teissère puis le peloton. Bartali prend le maillot jaune, il y a 10 ans il quittait le Tour de France en jaune et il débute un nouveau Tour en jaune.

### Juillet
- 1er juillet : l'Italien Vicenzo Rossello gagne, au sprint devant ses deux compagnons d'échappée, la 2e étape du Tour de France, Trouville-Dinard, 2e le Français Louison Bobet, 3e le Belge Jan Engels, le Français Lucien Teissere 4eme à 56 secondes remporte le sprint du peloton, l'Italien Gino Bartali termine dans un groupe d' attardés à 4 minutes 28 secondes. Au classement général, Jan Engels prend le maillot jaune, 2eme Bobet à 13 secondes, 3eme le Belge Albéric Schotte à 26 secondes.
- 1er juillet : le Belge Karel Leysen gagne le Tour du Limbourg.
- 2 juillet : le Français Guy Lapébie gagne au sprint devant ses 11 compagnons d'échappée la 3eme étape du Tour de France Dinard-Nantes, 2eme le Belge Raymond Impanis, 3eme le Belge Florent Mathieu. Dans ce groupe le Français Louison Bobet termine 7eme et le Belge Roger Lambrecht 8eme. Le groupe des Belges Albéric Schotte et Jan Engels termine à 14 minutes 1seconde. Au classement général, Louison Bobet enfile pour la première fois le maillot jaune, 2eme Lambrecht à 1 minute 26 secondes, 3eme Mathieu à 4 minutes 15 secondes.
- 3 juillet : le Français Jacques Pras, au sprint devant ses 9 compagnons d'échappée, gagne la 4eme étape du Tour de France Nantes-La Rochelle, 2eme l'Italien Gino Sciardis, 3eme le Français Amédée Rolland, le Belge René Mertens 11eme à 4 minutes 50 remporte le sprint du peloton. Le Belge Roger Lambrecht (5eme de l'étape) prend le maillot jaune devant le Français Louison Bobet 2eme à 3 minutes 24 secondes, 3eme le Belge Florent Mathieu à 7 minutes 39 secondes..
- 4 juillet : le Français Raoul Rémy gagne au sprint devant ses 17 compagnons d'échappée la 5eme étape du Tour de France La Rochelle-Bordeaux, 2eme le Français Roger Chupin, 3eme l'Italien Giuseppe Tacca, l'Italien Gino Sciardis est 8eme même temps. Le Français Raphaël Geminiani 19eme à 10 minutes 36 secondes devance de peu le peloton dont le sprint est remporté par l'Italien Antonio Bevilacqua 20eme à 10 minutes 45 secondes. au classement général : 1er le Belge Roger Lambrecht, 2eme l'Italien Gino Sciardis à 2 minutes 46 secondes, 3eme le Français Louison Bobet à 3 minutes 24 secondes.
- 4 juillet : l'Espagnol Bernardo Ruiz gagne le Tour d'Espagne. L'épreuve ne sera pas disputée en 1949 et reprendra en 1950.
- 4 juillet : le Français Georges Hubatz gagne le Grand Prix de Fourmies.
- 5 juillet : le Français Louison Bobet gagne, au sprint devant ses 3 compagnons d'échappée, la 6eme étape du Tour de France Bordeaux-Biarritz, 2eme le Français Edouard Muller, 3eme le Français Yvan Marie, 4eme le Français Victor Joly.  Le peloton est morcelé, le Français Guy Lapébie 11eme à 2 minutes 35 secondes remporte le sprint où se trouvent les favoris. En plus de sa première victoire d'étape Bobet reprend le maillot jaune, 2eme le Belge Roger Lambrecht à 11 secondes, 3eme l'Italien Gino Sciardis à 2 minutes 57 secondes. Il y a repos le 6 juillet.
- 5 juillet : le Belge Rik Van Steenbergen gagne le Tour des 3 provinces Belge.
- 7 juillet : l'Italien Gino Bartali gagne au sprint la 7eme étape du Tour de France Biarritz-Lourdes qui emprunte le col d'Aubisque, 2eme le Français Jean Robic, 3eme le Français Louison Bobet à 3 secondes, 4eme le Français Bernard Gauthier à 48 secondes, 5eme le Français Raphaël Geminiani à 2 minutes 14 secondes, 8eme le Belge Stan Ockers à 2 minutes 22 secondes, 13eme l'Italien Gino Sciardis à 3 minutes 50 secondes, 18eme le Français René Vietto qui n'est plus favori à la victoire finale à 5 minutes 49 secondes, 32eme le Belge Roger Lambrecht à 9 minutes 10 secondes Le Français Edouard Fachleitner abandonne. Au classement général Bobet renforce sa place de leader avec 6 minutes 44 secondes d'avance sur Sciardis 2eme et 9 minutes 18 secondes d'avance sur Lambrecht 3eme. Le grimpeur le plus dangereux au classement général est l'Italien Gino Bartali 12eme à 19 minutes 48 secondes. En telle circonstance, Bobet ne devrait plus que surveiller Bartali et s'économiser dans sa roue pour conserver son avance sur lui et remporter le Tour.
- 7 juillet : le Belge Hilaire Couvreur gagne le Circuit des Monts du Sud-Ouest.
- 8 juillet : l'Italien Gino Bartali gagne, au sprint devant un groupe de 24 hommes,  la 8eme étape du Tour de France Lourdes-Toulouse qui emprunte les cols du Tourmalet, d'Aspin, de Peyresourde et des Ares, 2eme le Français Guy Lapébie, 3eme le Belge Stan Ockers, 8eme le Français Jean Robic, le Français Louison Bobet est 18eme, le Belge Roger Lambrecht est 21eme tous même temps.L' Italien Gino Sciardis termine 42eme à 3 minutes 15 secondes. C'est le Français Robic qui a animé l'étape en s'échappant dans le Tourmalet qu'il franchit en tête, il continue dans l'Aspin et Peyresourde. L'arrivée étant trop loin du sommet de Peyresourde, Robic se satisfait des bonifications prises aux sommets et se laisse rejoindre. C'est un groupe compact qui arrive à Toulouse. Au classement général 1er Bobet, 2eme Lambrecht à 9 minutes 18 secondes, 3eme le Français Lucien Teissere à 9 minutes 23 secondes, 4eme l'Italien Gino Sciardis à 9 minutes 59 secondes. Par élimination et avec les bonifications, l'Italien Gino Bartali devient 8eme à 18 minutes 18 secondes.   Il y a repos le 9 juillet.
- 10 juillet : le Belge Raymond Impanis gagne en solitaire la 9eme étape du Tour de France Toulouse-Montpellier, 2eme le Français Léon Jomaux à 4 minutes 36 secondes, 3eme le Néerlandais Wim de Ruyter à 4 minutes 38 secondes. Après des hommes intercalés, le Français Guy Lapébie 12eme à 5 minutes 42 secondes remporte le sprint du peloton. Pas de changement en tête du classement général.
- 11 juillet : le Belge Raymond Impanis gagne, au sprint devant ses 7 compagnons d'échappée, la 10eme étape du Tour de France Montpellier-Marseille, 2eme l'Italien Fermo Camellini, 3eme l'Italien Paul Neri, le Belge Roger Lambrecht est 6eme même temps. Le Français Guy Lapébie 9eme à 1 minute 10 secondes n'est pas loin. L'Italien Gino Bartali 13eme à 2 minutes 20 secondes échappe à la vigilance du Français Louison Bobet qui a été incapable de répondre aux attaques. Bobet et le Français Lucien Teissere finissent dans le même groupe que l'Italien Gino Sciardis 29eme à 8 minutes 49 secondes. C'est la dernière difficulté qui a provoqué ces écarts. Le col appelé à tort de Carpian et qui s'appelle en réalité le col de la Gineste (Voisin du terrain militaire de Carpiagne, ce qui explique l'erreur des journalistes de l'époque) a été un rude juge de paix où Bobet a perdu une partie de sa confortable avance obtenue dans les Pyrénées. La descente du col amène les coureurs au boulevard Michelet où se trouve le stade vélodrome et sur cette piste se juge l'arrivée. Au classement général 1er Bobet, 2eme Lambrecht à 29 secondes, 3eme Lapébie à 8 minutes 25 secondes, 4eme Teissere à 9 minutes 23 secondes, 5eme Sciardis à 9 minutes 59 secondes. L'Italien Gino Bartali est 11eme à 11 minutes 49 secondes. Ce dernier est le rival le plus dangereux, mais Bobet va s'obstiner à défendre les 29 secondes d'avance sur Lambrecht.
- 12 juillet : l'Italien Gino Sciardis gagne en solitaire la 11eme étape du Tour de France Marseille- San Remo, 2eme le Français Urbain Caffi, 3eme l'Italien Vittorio Seghezzi. Après d'autres coureurs intercalés, l'Italien Gino Bartali remporte le sprint du peloton devant tous les favoris. À l'arrivée le Français Louison Bobet perd connaissance à cause des douleurs provoquées par un furoncle au pied. Au classement général 1er Bobet, 2eme le Belge Roger Lambrecht à 29 secondes, 3eme Sciardis à 6 minutes 45 secondes, 4eme le Français Guy Lapébie à 85 minutes 25 secondes, 5eme le Français Lucien Teissere à 9 minutes 23 secondes. L'Italien Gino Bartali est 9eme à 11 minutes 49 secondes.
- 13 juillet : le Français Louison Bobet gagne, au sprint devant ses 4 compagnons d'échappée, la 12eme étape du Tour de France San Remo-Cannes qui emprunte les cols de Castillon, du Turini, et de Vence, 2eme le Français Pierre Molineris, 3eme le Belge Roger Lambrecht, 4eme le Luxembourgeois Jean Kirchen, 5eme le Français Apo Lazarides tous même temps. L'Italien Gino Bartali est 20eme à 7 minutes 39 secondes, avec dans sa roue le Français Lucien Teisseire, le Français Guy Lapébie est 38eme à 14 minutes 29 secondes, l'Italien Gino Sciardis termine 53eme à 23 minutes 12 secondes. C'est Lambrecht qui a lancé la course en s'échappant pour glaner la bonification au sommet du Turini. Bobet en se lançant a sa poursuite, dilapide des forces qui vont lui manquer dans les Alpes. Certes Bobet passe 1er au sommet du Turini, mais il se lance dans une échappée qui finalement sera reprise par le groupe Lambrecht. Bobet en dépit des efforts produits fait le sprint à l'arrivée et gagne l'étape, mais il laisse dans la bataille beaucoup de plumes. au classement général Bobet sur le papier fait une bonne opération car avec les bonifications il devance Lambrecht 2eme avec 2 minutes 29 secondes d'avance, 3eme le Belge Raymond Impanis (9eme de l'étape à 57 secondes) à 14 minutes 7 secondes, 4eme Teissere à 19 minutes 2 secondes. L'Italien Gino Bartali 7eme à 21 minutes 28 secondes arrive sur son terrain, car l'étape suivante ce sont les Alpes. Il y a repos le 14 juillet.
- 14 juillet : durant la journée de repos le président du conseil Italien, Alcide de Gasperi, téléphone a l'Italien Gino Bartali et lui demande, afin de faire cesser les troubles qui se produisent en Italie à la suite de l'attentat commis sur la personne du chef du parti communiste Italien Palmiro Togliatti, de gagner des étapes et de détourner l'attention des Italiens.
- 15 juillet : l'Italien Gino Bartali gagne la 13eme étape du Tour de France Cannes-Briançon qui emprunte les cols d'Allos, de Vars et de l'Izoard, 2eme le Belge Albéric Schotte à 6 minutes 18 secondes, 3eme l'Italien (pas encore Français) Fermo Camellini à 9 minutes 15 secondes, 4eme le Français René Vietto à 10 minutes 43 secondes, 5eme le Français Lucien Teissere à 11 minutes 17 secondes. Le Français Guy Lapébie est 8eme à 13 minutes 47 secondes, le Français Louison Bobet est 12eme à 18 minutes 7 secondes, le Belge Roger Lambrecht est 13eme dans la roue de Bobet. Le Belge Raymond Impanis termine 21eme à 23 minutes 58 secondes, le Français Jean Robic finit 22eme à 24 minutes 36 secondes. C'est pourtant ce dernier qui a animé la course en faisant un raid solitaire par delà les cols d'Allos et de Vars. Mais il est repris par Bartali au pied de l'Izoard. l'Izoard est monté sous une pluie glaciale et Bartali très endurant déploie toute l' étendue de ses talents de grimpeurs et creuse de gros écarts. Derrière ce sont les coureurs les plus durs au froid qui tirent leur épingle du jeu, ce qui explique la défaillance de Robic. Bobet ne peut même pas suivre Vietto, ni même Lapébie, il sauve tout de même le maillot jaune. Au classement général il devance Bartali à present second de 1 minute 6 secondes seulement, 3eme Lambrecht à 2 minutes 29 secondes, 4eme Teissere à 11 minutes 57 secondes.
- 16 juillet : l'Italien Gino Bartali gagne la 14eme étape du Tour de France Briançon-Aix les Bains qui emprunte les cols du Galibier, du Télégraphe, de la Croix de Fer, de Porte, du Cucheron, et du Granier, 2eme le Belge Stan Ockers à 5 minutes 53 secondes, 3eme le Français Guy Lapébie à 7 minutes 3 secondes, 4eme le Belge Eddy Van Dyck, 5eme le Belge Albéric Schotte tous même temps que Lapébie, 6eme le Français Louison Bobet à 7 minutes 9 secondes. Le Français Lucien Teissere termine 12eme à 19 minutes 1 secondes. L'étape a été marqué par une météo digne d'un mois d'hiver. Les coureurs attaquent le Galibier sous une chute de neige. Cela n'empêche pas un groupe de courageux de lancer une échappée matinale et Teissere franchit le sommet devant le Français Raphaël Geminiani. Derrière, c'est Bobet qui fait l'effort de revenir sur eux, faisant ainsi le jeu de Bartali. Dans la Croix de Fer l'Italien attaque flanqué du Français André Brulé et de Bobet. Bobet ne ménage toujours pas ses efforts et attaque Bartali, c'est Brulé qui est décroché. De retour dans la plaine Bartali crève et Bobet avec Brulé revenu à sa hauteur pense avoir son heure de chance. Profitant du changement de boyau de l'Italien, les deux Français conjuguent leurs efforts. Bartali est en situation difficile chassant seul derrière les deux hommes. C'est alors qu'intervient le directeur sportif de l'équipe Italienne, Alfredo Binda. Il demande à Bartali de stopper sa vaine poursuite et d'attendre les coureurs qui sont derrière lui. Ainsi Bartali se retrouve dans un groupe où figurent Ockers, Van Dyck et Schotte tous solides rouleurs. Sous l'action de ces hommes Bobet et Brulé sont rejoints à Grenoble. Bartali ramené sur le porte-bagages des Belges s'échappe dès le col de Porte. Le Français Louison Bobet s'est épuisé a tenter de semer Bartali dans la Croix de Fer et a bout de force ne peut suivre l'Italien dans la traversée de la chartreuse. Au classement général, Bartali prend le maillot jaune, 2eme Bobet à 8 minutes 3 secondes, 3eme Lapébie à 29 minutes 2 secondes, 4eme Schotte à 29 minutes 3 secondes. Il y a repos le 17 juillet.
- 18 juillet : l'Italien Gino Bartali gagne la 15eme étape du Tour de France Aix les Bains-Lausanne qui emprunte les cols des Aravis et de la Forclaz et l'ascension de la corniche dominant Lausanne, 2eme le Belge Albéric Schotte à 1 minute 47 secondes, 3eme le Français Pierre Barbotin même temps. Les Français Louison Bobet et Guy Lapébie sont 21eme et 22eme à 4 minutes 14 secondes. Les Favoris arrivent groupés à Lausanne. Bartali tire profit de l'ultime ascension, n'étant pourtant pas particulièrement difficile, pour s'enfuir. Bobet très éprouvé ne peut suivre. Au classement général 1er Bartali, 2eme Bobet à 13 minutes 47 secondes, 3eme Schotte à 31 minutes 50 secondes. À la sortie des Alpes Bartali a le Tour en Poche.
- 19 juillet : le Belge Eddy Van Dyck gagne, au sprint devant son compagnon d'échappée, la 16eme étape du Tour de France Lausanne-Mulhouse qui emprunte la côte de Vue des Alpes, 2eme le Belge Stan Ockers, 3eme le Belge Jan Engels à 18 secondes, 4eme à 32 secondes le Français Pierre Baratin qui gagne le sprint du peloton. Le Français Louison Bobet n'y figure pas, il a été lâché dans la côte de Vue des Alpes et subit un gros revers en terminant 21eme à 21 minutes 52 secondes. Il ne peut même plus défendre la place de second. Au classement général Bartali caracole en tête avec 32 minutes 20 secondes d'avance sur le Belge Albéric Schotte second, 3eme le Français Guy Lapébie à 35 minutes 16 secondes, 4eme le Français Lucien Teissere à 35 minutes 39 secondes. Bobet se retrouve 5eme à 35 minutes 40 secondes. Il y a repos le 20 juillet.
- 21 juillet : le Belge Roger Lambrecht gagne le contre la montre de la 17eme étape du Tour de France Mulhouse-Strasbourg, 2eme le Polonais Edouard Klabinski à 38 secondes, 3eme le Français Guy Lapébie à 1 minute 30 secondes. Le Belge Albéric Schotte pourtant favori de l'étape termine 6eme à 4 minutes 55 secondes, le Français Louison Bobet finit 8eme à 5 minutes 17 secondes et l'Italien Gino Bartali est 28eme à 11 minutes 59 secondes. Le Français Lucien Teissere qui pouvait encore prétendre à une place sur le podium s'écroule en franchissant la ligne d'arrivée 38eme à 14 minutes 49 secondes. Au classement général 1er Bartali, 2eme Lapébie à 24 minutes 47 secondes, 3eme Schotte à 25 minutes 16 secondes, 4eme Bobet à 28 minutes 58 secondes. Ce dernier peut encore briguer à une place sur le podium.
- 22 juillet : l'Italien Giovanni Corrieri gagne au sprint la 18eme étape du Tour de France Strasbourg-Metz, 2eme le Belge Stan Ockers, 3eme le Français Bernard Gauthier puis tout le peloton. Pas de changement en tête du classement général.
- 23 juillet : l'Italien Gino Bartali gagne, au sprint devant ses 4 compagnons d'échappée, la 19eme étape du Tour de France Metz-Liège, 2eme le Français Jean Robic, 3eme le Belge Albéric Schotte, 4eme le Belge Stan Ockers, 5eme l'Italien Paul Néri. Les Français Louison Bobet et Guy Lapébie terminent au milieu du peloton à 3 minutes 1 secondes. La fin de l'étape emprunte le final de Liège-Bastogne-Liège. Bartali attaque et provoque la sélection dans le mont Theux. Dans la côte des Forges les échappés accentuent leur avance et à l'arrivée Bartali fait l'étalage de sa pointe de vitesse. Les Belges Schotte et Ockers n'y peuvent rien à la grande déception des Liégeois. Au classement général : 1er Bartali, 2eme Schotte à 26 minutes 16 secondes, 3eme Lapébie à 28 minutes 48 secondes, 4eme Bobet à 32 minutes 59 secondes.
- 24 juillet : le Français Bernard Gauthier gagne, au sprint devant ses deux compagnons d'échappée, la 20eme étape du Tour de France Liège-Roubaix qui emprunte des secteurs pavés, 2eme le Polonais Edouard Kablinski, 3eme le Belge Stan Ockers, 4eme le Français Alphonse Devreese à 39 secondes, le Belge Jan Engels 5eme à 1 minute 3 secondes gagne le sprint du peloton. Pas de changement en tête du classement général.
- 25 juillet : l'Espagnol Emilio Rodriguez gagne le Tour du Levant.
- 25 juillet : l'Italien Giovanni Corrieri gagne, au sprint devant son compagnon d'échappée, la 21eme étape du Tour de France Roubaix-Paris, 2eme le Français Lucien Teissere, l'Italien Vittorio Seghezzi 3eme à 1 minute 13 secondes gagne le sprint du peloton. Teissere s'est échappée dans la côte de Port Marly avec Corrieri dans sa roue. Le directeur sportif italien demande à son coureur de ne pas relayer. Teissere tire les marrons du feu pour l'Italien qui le bat à l'arrivée. Dix ans après sa première victoire l'Italien Gino Bartali gagne le Tour de France, 2eme le Belge Albéric Schotte à 26 minutes 16 secondes, 3eme le Français Guy Lapébie à 28 minutes 48 secondes, 4eme le Français Louison Bobet à 32 minutes 59 secondes. À l'issue de l'épreuve le directeur sportif Italien, Alfredo Binda, a déclaré que s'il avait dirigé le Français Louison Bobet, il aurait gagné le Tour. Il y a du vrai dans cette déclaration, Bobet a couru sans s'économiser et a été mal conseillé. Bartali gagne aussi le Grand Prix de la montagne pour la deuxième fois. À noter qu'un première retransmission télévisée a été organisée pour 100 privilégiés parisiens. C'était un essai, il a permis à partir de caméras fixes de voir le dernier tour sur le vélodrome du parc des princes et le franchissement de la ligne d'arrivée. Les premières retransmission en direct, à partir de motos relayées par hélicoptères, se feront qu'en 1964 et l'homme qui les commentera termine le Tour 1948 28eme, c'est Robert Chapatte.
- 27 juillet : le Belge Achiel Buysse gagne le Grand prix de l'Escault pour la deuxième fois.
- 31 juillet : l'Espagnol Francisco Exposito gagne le Grand prix de Villafranca.

### Août
- 8 août : 3e manche du championnat d'Italie sur route. l'Italien Fausto Coppi gagne les 3 Vallées Varésines pour la deuxième fois en battant au sprint son compatriote Gino Bartali.
- 17 août : le Belge Emile Vanderveken gagne le Grand Prix de Zottegem.
- 20 août : 12 ans après sa première victoire, l'Italien Settimonio Simonini gagne le Tour des Apennins pour la deuxième fois.
- 21 août : le Français Jean de Gribaldy gagne le Tour du Doubs.
- 21 août : à Valkenburg (Pays-Bas) le Suédois Harry Snell devient champion du monde amateur sur route.
- 22 août : à Valkenburg (Pays-Bas) le Belge Albéric Schotte devient champion du monde sur route, le Français Apo Lazarides est médaille d'argent et le Français Lucien Teisseire est médaille de bronze.
- 23-29 août : à Amsterdam (Pays-Bas) championnats du monde de cyclisme sur piste. Le Néerlandais Arie Van Vliet est champion du monde de vitesse professionnelle pour la deuxième fois. L'Italien Mario Ghella est champion du monde de vitesse amateur. Le Néerlandais Gerrit Schulte est champion du monde de poursuite professionnelle. L'Italien Guido Messina est champion du monde de poursuite amateur.
- 31 août : le Belge Joseph de Beuckelaer gagne la Coupe Sels.

### Septembre
- 5 septembre : l'Espagnol Emiliano Rodriguez gagne le Tour de Catalogne pour la deuxième fois d'affilée.
- 5 septembre : l'Italien Luigi Casola gagne la Coupe Placci.
- 7 septembre : le Néerlandais Gerrit Schulte gagne le Grand Prix de Brasschaat.
- 7 septembre : le Français Armand Audaire gagne le Circuit des boucles de l'Aulne.
- 12 septembre : 4e manche du championnat d'Italie sur route. L'Italien Alberto Guirardi gagne Milan-Modène.
- 12 septembre : le Français Eugène Dupuis gagne le Grand Prix d'Isbergues pour la deuxième année d'affilée.
- 16 septembre : le Belge Emmanuel Thoma gagne le Championnat des Flandres.
- 19 septembre : le Français René Berton gagne le Grand Prix des Nations.
- 19 septembre : l'Italien Virgilio Salimbeni gagne le Trophée Bernocchi.
- 19 septembre : le Français Antonin Rolland gagne la Poly Lyonnaise.
- 19 septembre : le Belge Rik Evens gagne le Circuit du Limbourg. L'épreuve ne sera pas disputée en 1949 et reprendra en 1950.
- 26 septembre : cette année le Tour du Latium se dispute par étapes du 22 au 26 septembre, l'Italien Pietro Guidici l'emporte.
- 26 septembre : le Français Jean Robic gagne À travers Lausanne.
- 26 septembre : le Belge Jan Van Steen gagne le Tour de R F A.
- 30 septembre : le Belge Albert Anutchin gagne le Circuit du Houtland.

### Octobre
- 3 octobre : l'Italien Giorgio Cargioli gagne le Trophée Baracchi.
- 10 octobre : l'Italien Fausto Coppi gagne le Grand Prix Ursus, l'épreuve n'aura qu'une courte existence sous ce nom puisque de nombreux palmarès désigne cette épreuve comme le Tour d'Émilie c'est donc sa troisième victoire dans cette épreuve. Ce jour-là elle était la cinquième manche du championnat d'Italie sur route et l'Italien Fausto Coppi s'impose avec 40 secondes d'avance son compatriote Vittorio Rossello . L'Italien Vito Ortelli devient champion d'Italie sur route à l'issue de la course.
- 12 octobre : l'Italien Giuliano Bresci gagne le Grand Prix de Prato.
- 12 octobre : le Belge Léon Dhaenekyndt gagne le Grand Prix de Clôture.
- 19 octobre : l'italien Luigi Malabrocca gagne la Coppa Agostoni.
- 24 octobre : l'Italien Fausto Coppi gagne le Tour de Lombardie pour la troisième fois d'affilée il est parti en solitaire avant le col de Ghisallo dont il bat le record d'ascension en 25 minutes et 20 secondes, il accomplit en trombe les 84 derniers KM et gagne avec 4 minutes et 45 secondes d'avance devant son compatriote Adolfo Leoni.
- Le Challenge Desgranges-Colombo (les noms des créateurs des tours de France et d'Italie) est institué pour consacrer le meilleur cycliste de l'année, des points sont attribués par les principales épreuves cyclistes de la saison. À savoir pour la France: Paris-Roubaix, Paris-Tours, le Tour de France. Pour l'Italie Milan-San Remo, le Tour de Lombardie, le Tour d'Italie. Pour la Belgique : le Tour des Flandres, Paris-Bruxelles, la Flèche Wallone (préférée à Liège-Bastogne-Liège, à ce sujet les explications sont les bienvenues). Le Belge Albéric Schotte est le premier lauréat.

### Novembre
- 4 novembre : l'Italien Renzo Soldani gagne le Tour du Piémont.
- 11 novembre : l'Italien Francesco Patti gagne le Tour de Sicile.
- 17 novembre : le Français Lucien Lazarides gagne la Course de côte de la Turbie pour la deuxième année d'affilée.

## Championnats

### Principaux champions nationaux sur route
- Belgique : Achiel Buysse
- Espagne : Bernardo Ruiz
- France : César Marcelak
- Italie : Vito Ortelli
- Luxembourg : Mathias Clemens
- Pays-Bas : Gerrit Schulte
- Suisse : Ferdi Kübler

## Principales naissances
- 2 janvier : Leo Duyndam, cycliste néerlandais. († 26 juillet 1990).
- 10 janvier : Bernard Thévenet, cycliste français.
- 17 janvier : Gérard Moneyron, cycliste français.
- 29 février : Arthur Van De Vijver, cycliste belge. († 9 mars 1992).
- 6 mars : Jacques Mourioux, cycliste français.
- 1er avril : Alain Vasseur, cycliste français.
- 6 avril : Charles Rouxel, cycliste français.
- 8 avril : Walter Planckaert, cycliste belge.
- 15 avril : Werner Otto, cycliste allemand.
- 2 mai : Giuseppe Perletto, cycliste italien.
- 16 mai : Gustaaf Van Roosbroeck, cycliste belge.
- 30 mai : Johan De Muynck, cycliste belge.
- 14 juillet : Mauro Simonetti, cycliste italien.
- 16 juillet : Marc Lievens, cycliste belge.
- 24 juillet : Josef Fuchs, cycliste suisse.
- 30 juillet : Giorgio Morbiato, cycliste italien.
- 10 août : Willy Teirlinck, cycliste belge.
- 25 août : Guy Sibille, cycliste français.
- 3 septembre : Jacques Esclassan, cycliste français.
- 8 septembre : Jean-Pierre Monseré, cycliste belge. († 15 mars 1971).
- 15 septembre : Daniel Goens, cycliste belge.
- 20 septembre : Mariano Martinez, cycliste français.
- 22 septembre : Bernard Gauthier, cycliste français.
- 28 septembre : Fabrizio Fabbri, cycliste italien.
- 5 octobre : Joseph Bruyère, cycliste belge.
- 20 octobre : Yves Hézard, cycliste français.
- 27 octobre : Jean-Claude Misac, cycliste français. († 10 septembre 1975)
- 8 novembre : Wilmo Francioni, cycliste italien.
- 7 décembre : Andrés Oliva, cycliste espagnol.

## Principaux décès
- 14 février : Joseph Van Daele, cycliste belge. (° 16 décembre 1889)
- 16 juin : Richard Depoorter, cycliste belge. (° 29 avril 1915)
- 17 juin : Arturo Bresciani, cycliste italien. (° 25 juin 1899)